# Antella
Antella es un municipio de la Comunidad Valenciana, España. Perteneciente a la provincia de Valencia, en la comarca de la Ribera Alta.Cuenta con una población de 1114 habitantes (INE 2024).

## Geografía
Situado entre el río Júcar y las estribaciones de la sierra de Tous. La superficie del término es muy accidentada, a excepción de una estrecha franja ribereña del Júcar. Las principales alturas son: la Loma Larga (312 m), Moreras (221 m) Cantalares y Rodeno. El río Júcar que cruza el término de noroeste a sureste sirve de límite con Sumacárcel. En las partes montañosas del término hay pinares muy diseminados y pastos.
El pueblo está situado en la margen izquierda del Júcar.

### Localidades limítrofes
El término municipal de Antella limita con las siguientes localidades:
Alberique, Alcira, Cárcer, Cotes, Gabarda y Sumacárcel, todas ellas de la provincia de Valencia.

## Historia
La población es de origen musulmán; antiguamente en el término hubo un poblado llamado Xarquia, que fue abandonado a causa de las repetidas inundaciones del Júcar. Sus habitantes construyeron el actual pueblo, en un lugar más elevado sobre el cauce normal del río; pese a ello, Antella ha sufrido diversas inundaciones, algunas de las cuales fueron muy importantes durante el siglo XIX.
Sin embargo, el nombre de la población es de origen latino indirectamente y de las lenguas romances del antiguo Reino de Valencia, directamente, y procede de antella (anticula), es decir, "compuertas".

## Demografía
Antella cuenta con una población de 1114 habitantes (INE 2024).
| Gráfica de evolución demográfica de Antella entre 1842 y 2021                                                       |
| |
| Población de derecho según los censos de población del INE Población de hecho según los censos de población del INE |

## Economía
El regadío está destinado casi exclusivamente a la producción de naranjas y kakis. El reducido secano se dedica a algarrobos y olivos.
Para riegos utilizan aguas de la Acequia Real del Júcar que tiene una presa dentro de este término; también hay motores para la extracción de aguas subterráneas. La ganadería es doméstica.

## Administración y política
| Periodo   | Nombre                                             | Partido                    |
| --------- | -------------------------------------------------- | -------------------------- |
| 1979-1983 | Arturo Peris Sales                                 | Independiente, CID         |
| 1983-1987 | José Pardo Calvo                                   | PSPV-PSOE                  |
| 1987-1991 | José Pardo Calvo                                   | PSPV-PSOE                  |
| 1991-1995 | Vicente Frigols Lila                               | Independiente, ADA         |
| 1995-1999 | Jesús Leonardo Giménez                             | PSPV-PSOE                  |
| 1999-2003 | Jesús Leonardo Giménez                             | PSPV-PSOE                  |
| 2003-2007 | María Isabel Giménez Candel                        | Partido Popular            |
| 2007-2011 | María Isabel Giménez Candel                        | Partido Popular            |
| 2011-2015 | Gustavo Montagudo - Amparo Estarlich               | GdA - PSPV                 |
| 2015-2019 | Amparo Estarlich Martorell - Emilia Ortiz Castillo | PSPV- Gent d'Antella Unida |
| 2019-2023 | Amparo Estarlich Martorell                         | PSPV-PSOE                  |
| 2023-act. | Eugenia García Giménez                             | PSPV-PSOE                  |

Las elecciones municipales de 2019 arrojaron los siguientes resultados PSOE 4 concejales, Compromís 3 concejales y PP 2 concejales.

## Patrimonio

### Religioso
- Iglesia de la Inmaculada Concepción. Fecha de principios del siglo XVIII, fue levantada sobre el solar de una antigua mezquita y es de estilo churrigueresco.
- Ermita del Cristo de la Agonía. En la falda de la montaña de la Creueta al final de uno bonito paseo escalonado y con capillas del vía crucis, de estilo gótico construidas con ladrillos roges a cara vista en que colocaran retablos de azulejos con las estaciones, protegidos por un marco con tela metálica.

### Monumentos civil
- Casa de las Compuertas

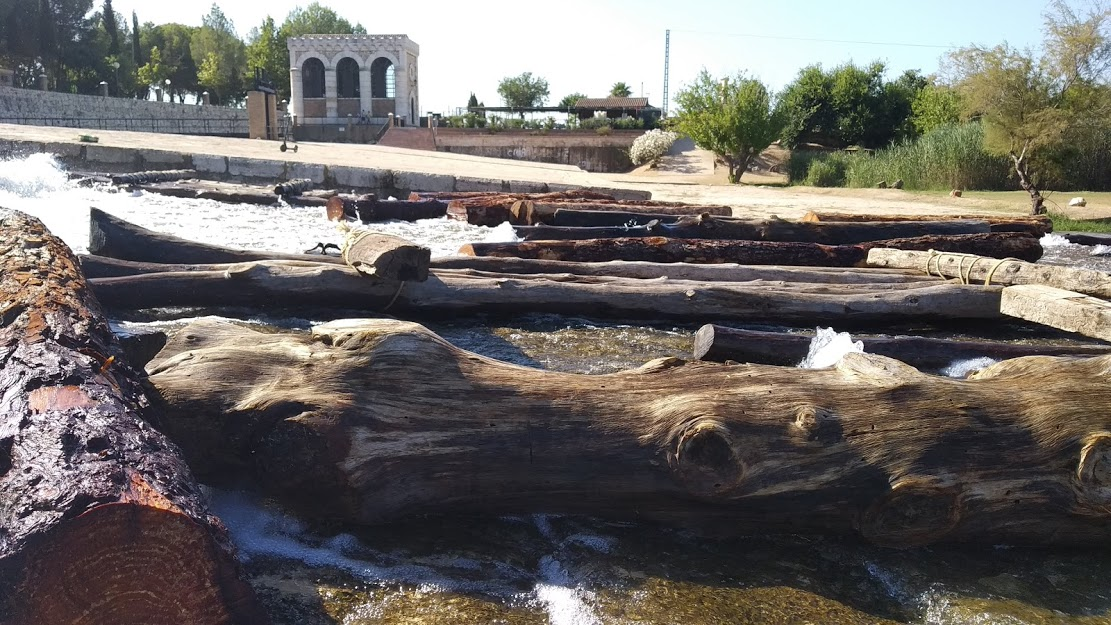
Al fondo, la Casa-castillo de las Compuertas en una imagen tomada tras la celebración de la fiesta de la Maerà d'Antella de 2019, cuyos troncos transportados por los gancheros por aguas del Júcar, aparecen en primer término.

Se construye por primera vez en 1732, destinada a ubicar en su interior las tres compuertas mediante las cuales, al levantarlas, dejaban pasar el agua del río Júcar a la Acequia Real, sirviendo también para regular el caudal de la acequia. La casa está situada junto al azud, sobre un puente de piedra de tres arcos y con dos barandillas a los lados. Dentro de ella hay tres compuertas de las que dos pertenecen a la comunidad de regantes y son las del antiguo riego, y la otra un poco mayor es propiedad del duque de Híjar, cada una de ellas corresponde en un arco del mencionado puente, son unos grandes y gordos tableros de 9 palmos de latitud que subiendo y canalón por medio de unos espirales colocados convenientemente sirven de dique o contra azud para detener y hacer retroceder el agua del río cuando se quiere quitar en la acequia y para graduar la cantidad que se desea dejar entrar. En la parte alta de la casa hay una especie de galería o mirador en que a un palo alto se pone una bandera que sirve de señal a los trabajadores del campo para empezar y dejar los trabajos. Encima de una puerta de entrada en una lápida de mármol negro se lee la siguiente inscripción: "Año 1835, tercero del Reinado de Isabel II y siendo "Baile General" El señor Antonio González Alborç, se hizo la obra sólida de la azud de los caudales de la Comunidad de Regantes de la Real Acequia de Alzira".
Ha sido reconstruida totalmente respetando en lo posible su estructura anterior a la "riuà" (riada) de 1982. La Casa de la Comunidad o de Regantes fue arrasada hasta sus fundamentos por la fuerte corriente de las aguas del río y no se ha vuelto a edificar, debido, tal vez, a que había perdido la función para la que había sido construida.
- Casa del rey

Este edificio está en la plaza del mismo nombre. Desde el azud se puede llegar por el calle Pintor Lozano, antigua calle del arrabal. La plaza se construyó al primero tercio del siglo XIX, para que los carruajes de los síndicos de la acequia pudieron entrar en el corral de la casa. La casa, una mansión noble diez este nombre a la realeza de la acequia y era, es, el lugar donde se reúnen los síndicos de los pueblos que riega la acequia real anualmente para las asambleas de la acequia.
- Torre árabe

La torre de Antella es el último vestigio histórico de que fue el castillo-casa solariego del Señor Territorial de Antella y se levantó en el centro de toda la edificación. La torre es de estilo mudéjar y forma rectangular, y no tiene el talud como es habitual en este tipo de construcciones para su mejor sustentación, para que esta torre se construyó reduciendo la espesor de sus paredes por la parte interior, con lo cual resulta que a medida que se sube en los pisos superiores, estos tienen una mayor superficie interior. En el siglo XIX fue utilizada coma prisión.

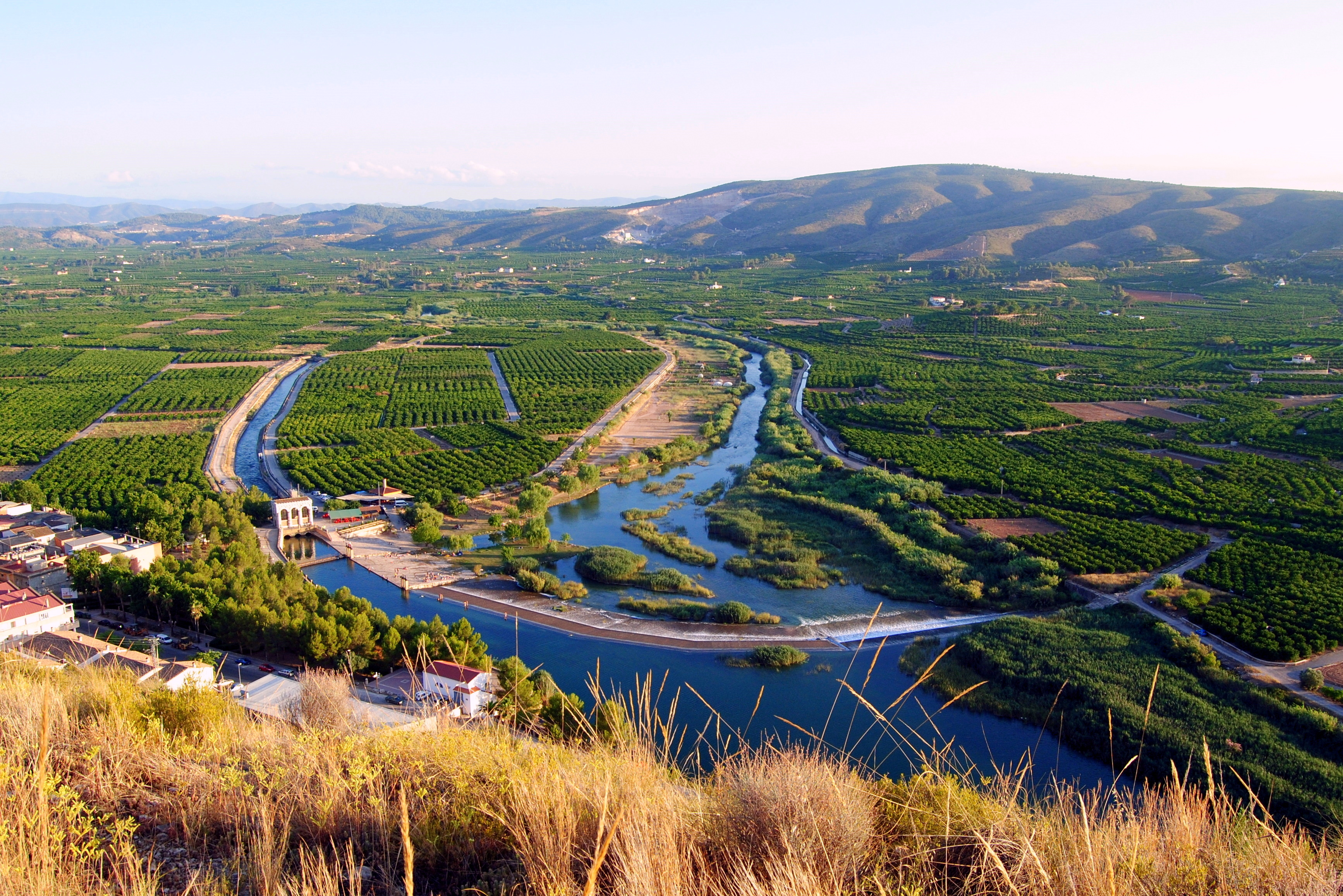
Vista panorámica de lAssut d'Antella, una histórica presa hidráulica construida por orden del rey Jaume I para derivar parte de las aguas del río Júcar a la Acequia Real.

L'Assut de Antella (el azud de Antella). La pieza fundamental de la infraestructura hidráulica de la Acequia Real del Júcar es, además de la propia acequia, el azud de Antella, que sirve como presa para derivar parte de las aguas del río en la Acequia. Su importancia se expresa en el hecho de que se encuentra representado en el escudo de la población. Y las aguas sobrantes continúan su curso sobresaliéndolo en su primer tramo o bien dejadas salir por los "portillos". Comienza a construirse en 1239 y finaliza en 1260.

## Fiestas y celebraciones
- Fiestas patronales. Tradicionalmente, estas fiestas se celebraban los días 8 y 9 de diciembre en honor a la Puríssima Concepción y el Santísimo Cristo del Calvario. A causa del mal tiempo de esta época del año, las fiestas patronales se trasladan a partir de 1977 a las fechas veraniegas del 6 y 7 de agosto.
- La Salpassa. Era un acto tradicional que se celebraba en la Semana Santa, y consistía en que el cura, el día de Miércoles Santo visitaba todas las casas del pueblo para bendecirlas, llevando un crucifijo, al tiempo que recogía los donativos. Al capellán le acompañaban los monaguillos y toda la población infantil del pueblo, los cuales llevaban unas mazas de madera, con las que daban fuertes golpes sobre el suelo, al tiempo que proferían gritos parafraseando estrofas como la que decía: "Ous a la pallissa, Ous al ponedor, A pegar-li garrotades al senyor capellà" ("Huevos al pajar, Huevos al ponedor, A pegarle garrotazos, al señor capellán") produciendo un fuerte estruendo y algarabía que llenaba de alegría a los pequeños y de alegría a los mayores. El golpeo de las mazas sobre el suelo tenía como objetivo matar al diablo, matar a los judíos y a los duendes o espíritus malignos.

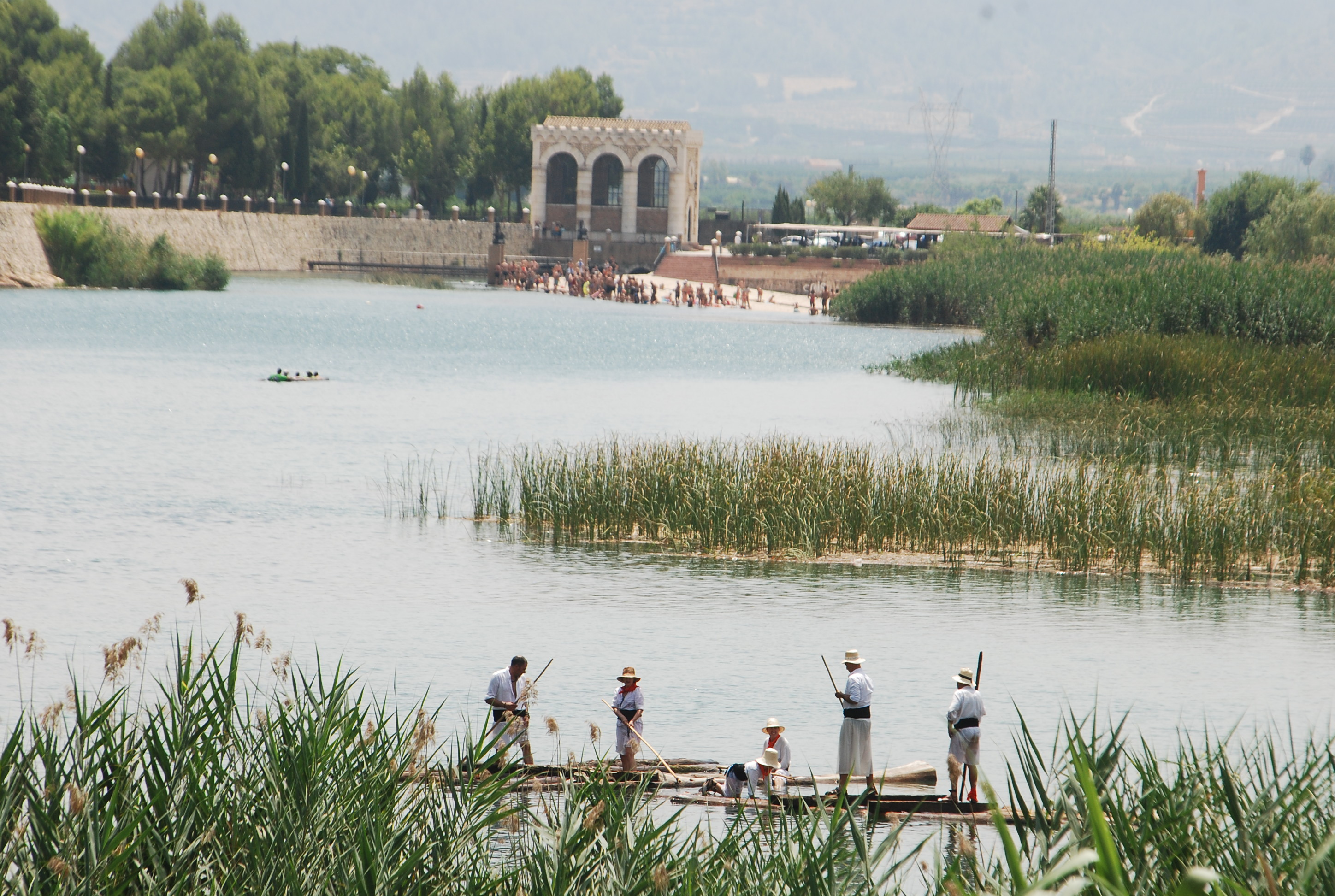
Un momento de la fiesta de la Maerà en la que los gancheros locales de la asociación Maeros del Xúquer, en primer término, conducen una partida de troncos por aguas del río Júcar hasta el paraje de l'Assut d'Antella, al fondo de la imagen.

La Maerà. Fiesta que rememora el oficio de los gancheros y el transporte fluvial de troncos de madera, una tradición que durante más de 800 años se ha llevado a cabo en el Júcar y su afluente el Cabriel, entre otros ríos valencianos. Esta actividad milenaria fue recuperada en Antella con motivo de la XXVII Trobada de Centres d'Ensenyament en Valencià que tuvo lugar en esta localidad de la comarca de la Ribera Alta el 22 de abril de 2012. Desde entonces, la maderada de Antella o conducción de troncos por aguas del Xúquer se celebra anualmente en este municipio ribereño cada último sábado del mes de julio, coincidiendo con las vísperas de las fiestas patronales. Durante esta fiesta cultura y etnográfica, los gancheros locales (conocidos como ganxers o maeros) pertenecientes a l'Associació Cultural de Maeros del Xúquer, entidad sin ánimo de lucro organizadora del evento y que forma parte de la International Association of Timber-Raftsmen (IATR), son los encargados de guiar hasta el paraje del Assut d'Antella, unas 10 toneladas de troncos mediante el sistema tradicional de flotación de piezas sueltas por un recorrido fluvial de unos dos kilómetros. Los gancheros van ataviados durante la bajada fluvial de troncos con indumentaria típica y conducen la madera valiéndose de su destreza y con la única ayuda de una larga vara de madera provista en un extremo de una punta de hierro y un garfio. A su llegada al Assut, una histórica infraestructura hidráulica ordenada construir por Jaume I con la indicación expresa de dejar una compuerta que permitiese el paso de los troncos, los palos son extraídos del agua con la ayuda de caballos y mulas. Antella fue un punto importante de paso y, a partir del siglo XV, de recuento y extracción de troncos. Una vez fuera del agua, se dejaban secar durante al menos 40 días y se medían -en palmos valencianos- y marcaban en grados -Tocho (A), Mejoría (M), Sisa (U), Madero (m), Cuaderno (Q), Seiseno (L) y Cabrio (C)- en función de su calibre. La conducción fluvial de madera por el Júcar y el Cabriel se ha llevado a cabo desde tiempos de la dominación musulmana, como atestiguó el geógrafo Al-Idrisi. Durante más de ocho siglos, esta actividad estuvo estrechamente ligada a las necesidades de madera de Denia, Cartagena, Valencia, Alcira y Játiva, entre otras ciudades, para la construcción naval, edificaciones y uso doméstico, principalmente y, a partir del siglo XIX, para la industria valenciana del mueble y la fabricación de cajas de naranjas destinadas a la exportación. A través de la Maerà, Antella rinde homenaje a una tradición y un oficio milenarios.
- En noviembre de 2019, el Ministerio de Cultura del gobierno español expresó su apoyo a Maeros del Xúquer para que la fiesta de la Maerà d'Antella entre a formar parte de la Lista Representativa de Patrimonio Cultural Inmaterial de la Humanidad de la UNESCO[3] junto a otras festividades que tienen lugar en Cataluña, Navarra, Aragón y Castilla-La Mancha. En el escrito dirigido a la asociación antellana se le informó que desde la Dirección General se han iniciado las gestiones pertinentes con Polonia para trabajar en el expediente de la candidatura transnacional del 'Timber Rafting in Europe' "cuya misión principal es la salvaguarda del oficio de nabatero, balsero, ganchero, maero o raier, que se realiza en diferentes cuencas fluviales de distintos países europeos". Un mes más tarde, el Ayuntamiento de Antella aprobó por unanimidad una moción para la Protección y Reconocimiento de la Maerà tanto por la Generalidad Valenciana como por la UNESCO.
- Más recientemente, el 1 de noviembre de 2022, el Órgano para la Salvaguarda del Patrimonio Immaterial de la UNESCO publicó el proyecto de decisión sobre la inscripción del balsismo en la Lista Representativa del Patrimonio Cultural Inmaterial de la Humanidad. Según el calendario provisional, la solicitud se tratará el 1 de diciembre de 2022, entre las 9.30 y las 10.40 horas. La comisión de evaluación recomienda la inclusión sin restricciones del balsismo en madera. Aprecia especialmente la calidad de los documentos y reconoce los logros de las asociaciones de balseros de madera y de las autoridades gubernamentales implicadas.